# 大韓民国海軍
大韓民国海軍（だいかんみんこくかいぐん 、 韓: 대한민국 해군、テハンミングク ヘグン、英: Republic of Korea Navy、ROKN）は、大韓民国国軍を構成する大韓民国の海軍組織である。以下本稿では韓国海軍と呼称する。

## 歴史
本稿では日本統治時代の朝鮮から北緯38度線・軍事境界線以南の大韓民国として独立した後の韓国海軍を記述する。
1945年8月15日の日本敗戦後、アメリカ軍による軍政下、元商船船員と後に初代海軍司令官である孫元一によって、同年11月11日に海防兵団として発足させ、敗戦から3年後の1948年8月15日に、大韓民国独立・建国によって、正式に正規軍（大韓民国海軍）として発足した。陸軍、空軍、海兵隊と異なり日本軍出身者がかなり少ないのが特徴である。これは旧日本海軍が正規将校として朝鮮人を受け入れていなかったため、主に海員学校（鎮海高等海員養成所など）や商船学校（東京高等商船学校、神戸高等商船学校など）で教育を受けた民間商船出身者が中心となって海軍が作られたため、また少数の日本軍出身者は海兵隊に強制的に配置転換されたためである。ただし、大日本帝国海軍予備少佐であった李龍芸第4代海軍参謀総長など日本軍出身者が皆無ではない。
朝鮮戦争においては、アメリカ合衆国（休戦後、相互防衛条約締結）をはじめとした同盟国の支援の下、北朝鮮の朝鮮人民軍海軍、中国の中国人民解放軍海軍との戦闘を経験した。保導連盟事件の際には犠牲者の遺骸を海上に運んで遺棄している。

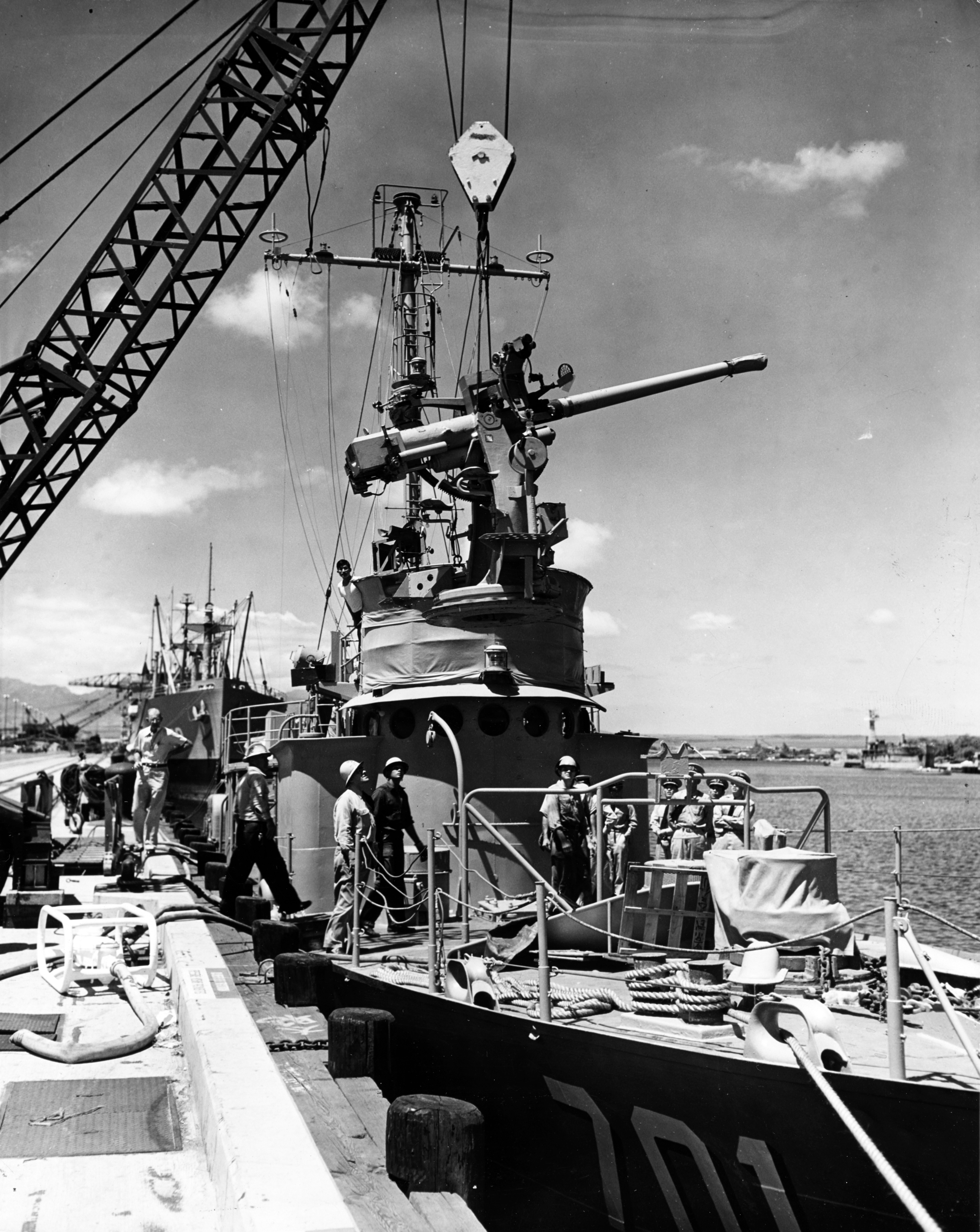
アメリカ・ニューヨークで購入し、韓国・鎮海へ帰国途中に寄港したハワイ・ホノルルで、50口径76mm砲を搭載中の、大韓民国海軍初の警備艦、PC-701「白頭山」。元々は1944年に建造された、アメリカ海軍の戦時急造艦艇である173フィート型駆潜艇の内の1隻のPC-823。（1950年3月17日）

朝鮮戦争以降になると、アメリカ海軍より寄贈された中古軍艦を中心に戦力を構築し、ベトナム戦争においてはベックと呼ばれる輸送部隊と海兵隊を北ベトナムに派遣した。
1970年代以降は、1949年4月15日に設立された海兵隊を合併･吸収し、朴正煕大統領が打ち出した栗谷計画（8年防衛計画）により、国産の蔚山級フリゲート、浦項級コルベットをはじめとする艦船の増強が進められるとともに、近代化が進められた。
そして1990年代以降は、軍近代化政策によりP-3哨戒機の整備などが進められた。2001年には当時の金大中前大統領により戦略機動艦隊を構築するための計画が発表された。それに基づいて近年韓国で急速に発達している造船技術を活かし、広開土大王級駆逐艦、韓国初の艦隊防空艦である李舜臣級駆逐艦、イージスシステムを搭載した世宗大王級駆逐艦、ウェルドックと飛行甲板を有する独島級揚陸艦などが建造された。さらに1970年代建造の艦艇を置き換えるためのミサイル艇やフリゲートの整備が進行している。ただし盧武鉉政権下で策定された海軍力整備計画は、李明博政権になってから見直しが行われて規模が縮小している。
韓国は半島国家ではあるが、陸運は北朝鮮によって遮断されているため、日本のように貿易のほとんどを海運に頼っており、シーレーン防衛のための海上戦力が必要である。

## 組織
海軍参謀総長の指揮する海軍本部（鶏龍市）に次の組織が所属する。
約68,000人（そのうち海兵隊員27,000人）が所属し、約170隻の艦船（総トン数:153,000t）、約60機の航空機が配備されている。
- 海軍作戦司令部（釜山広域市南区） 
  - 第1艦隊（江原特別自治道東海市） 
    - 第11駆逐艦戦隊
    - 第12哨戒艦戦隊
    - 第13高速艇戦隊
    - 第1戦備戦隊
    - 第1基地戦隊
    - 第1軍需戦隊
    - 第108早期警戒戦隊
    - 第118早期警戒戦隊

  - 第2艦隊（京畿道平沢市） 
    - 第21駆逐艦戦隊
    - 第22哨戒艦戦隊
    - 第23高速艇戦隊
    - 第2戦備戦隊
    - 第2基地戦隊
    - 第2軍需戦隊
    - 第218早期警戒戦隊
    - 仁川海域防衛司令部

  - 第3艦隊（全羅南道木浦市） 
    - 第31駆逐艦戦隊
    - 第32哨戒艦戦隊
    - 第33高速艇戦隊
    - 第3戦備戦隊
    - 済州防衛司令部

  - 第5戦団（戦団は小艦隊相当の単位）（慶尚南道昌原市鎮海区） 
    - 第52戦隊（対機雷）
    - 第53戦隊（揚陸、独島級揚陸艦等）
    - 第55戦隊（救難）

  - 第6戦団（慶尚北道浦項市、航空機部隊） 
    - 第61飛行戦隊
    - 第62飛行戦隊
    - 第63上陸機動ヘリコプター戦隊
    - 第609教育訓練戦隊
    - 第6基地戦隊
    - 第6軍需戦隊

  - 第7機動戦団（釜山、機動部隊）
    - 第71機動戦隊（釜山、世宗大王級駆逐艦、李舜臣級駆逐艦等）
    - 第72機動戦隊（鎮海）

  - 潜水艦司令部（昌原市鎮海区、艦隊級潜水艦部隊） 
    - 第91潜水艦戦隊
    - 第92潜水艦戦隊
    - 第93潜水艦戦隊
    - 第95潜水艦戦隊
    - 第96潜水艦戦隊
    - 第97潜水艦戦隊
    - 第909教育訓練戦隊

  - 海軍特殊戦戦団
- 海兵隊司令部（京畿道華城市） 
  - 第1海兵師団（浦項市）
  - 第2海兵師団（京畿道金浦市、陸軍首都軍団所属）
  - 第6海兵旅団（仁川広域市甕津郡、西海岸島嶼防衛（軍事境界線付近）、首都防衛司令部所属）
  - 第9海兵旅団 (済州島)
- 鎮海基地司令部
  - 鎮海基地戦隊
- 海軍軍需司令部（昌原市鎮海区）
  - 情報通信戦隊
- 海軍教育司令部（昌原市鎮海区） 
  - 海軍大学
  - 情報通信学校
  - 技術行政学校
- 海軍士官学校（昌原市鎮海区） 
  - 将校教育大隊

尚、海軍が海上警察業務を兼ねたり海上警察組織（沿岸警備隊）を傘下に置く国々は少なくない。しかし韓国では海上警察業務は海軍ではなく、日本の海上保安庁にあたる海洋水産部傘下である海洋警察庁が独立して担当している。

## 装備

### 推移
装備推移を下表に示す。艦種並びに種別記号は『ミリタリーバランス』各号に依るため、公称類別と異なることに留意。
| 艦種       | 艦種       | 艦種            | 1961 | 1970 | 1980 | 1990 | 2000 | 2005 | 2010 | 2015 | 2020 | 2021 | 2022 | 2023 | 2024 |
| ---------- | ---------- | --------------- | ---- | ---- | ---- | ---- | ---- | ---- | ---- | ---- | ---- | ---- | ---- | ---- | ---- |
| 潜水艦     | 潜水艦     | SSB             | -    | -    | -    | -    | -    | -    | -    | -    | -    | 1    | 1    | 2    | 3    |
| 潜水艦     | 潜水艦     | SSK/SS          | -    | -    | -    | 3    | 8    | 11   | 11   | 12   | 16   | 18   | 18   | 18   | 18   |
| 潜水艦     | 潜水艦     | SSC/SSI         | -    | -    | -    | -    | 11   | 11   | 2    | 11   | 6    | -    | -    | -    | -    |
| 水上戦闘艦 | 巡洋艦     | CGHM            | -    | -    | -    | -    | -    | -    | -    | 3    | 3    | 3    | 3    | 3    | 3    |
| 水上戦闘艦 | 駆逐艦     | DDGHM/DDG       | -    | -    | -    | 9    | 6    | 6    | 10   | 6    | 6    | 6    | 6    | 6    | 6    |
| 水上戦闘艦 | 駆逐艦     | DD/DE           | 6    | 7    | 10   | -    | -    | -    | -    | -    | -    | -    | -    | -    | -    |
| 水上戦闘艦 | フリゲート | FFGHM           | -    | -    | -    | -    | -    | -    | -    | 5    | 10   | 10   | 13   | 13   | 14   |
| 水上戦闘艦 | フリゲート | FFG/FFGM        | -    | -    | -    | 25   | 9    | 9    | 9    | 9    | 7    | 4    | 4    | 4    | 2    |
| 水上戦闘艦 | フリゲート | FF              | -    | 4    | 7    | -    | -    | -    | -    | -    | -    | -    | -    | -    | -    |
| 哨戒艦艇   | コルベット | FS/FSG          | -    | 6    | 6    | 4    | 28   | 28   | 28   | 36   | 32   | 12   | 10   | 7    | 5    |
| 哨戒艦艇   | 哨戒艇     | PCFG            | -    | -    | -    | -    | -    | -    | -    | -    | 1    | 22   | 22   | 22   | 34   |
| 哨戒艦艇   | 哨戒艇     | PBF/PFM/PFI/FAC | -    | 17   | 51   | 79   | 80   | ε75  | ε76  | 80   | ε68  | ε50  | ε46  | ε35  | ε35  |
| 機雷戦艦艇 | 掃海艦艇   | MHO/MHV         | -    | -    | 1    | 1    | 6    | 6    | 6    | 6    | 6    | 6    | 6    | 6    | 6    |
| 機雷戦艦艇 | 掃海艦艇   | MSO/MSC         | 12   | 10   | 8    | 8    | 8    | 2    | 3    | 3    | 3    | 3    | 3    | 4    | 4    |
| 機雷戦艦艇 | 敷設艦     | ML              | -    | -    | -    | -    | 1    | 1    | 1    | 1    | 2    | 2    | 2    | 2    | 2    |
| 両用戦艦艇 | 揚陸艦     | LHD             | -    | -    | -    | -    | -    | -    | -    | -    | 1    | 1    | 2    | 2    | 2    |
| 両用戦艦艇 | 揚陸艦     | LPD             | -    | -    | -    | -    | -    | -    | 1    | 1    | 4    | 4    | 4    | 4    | 4    |
| 両用戦艦艇 | 輸送艦     | LST             | -    | -    | 8    | 8    | 11   | 8    | 8    | 4    | 4    | 4    | 4    | 4    | 4    |
| 両用戦艦艇 | 輸送艦     | LSM/ACV         | -    | 20   | 12   | 7    | 3    | 2    | 3    | -    | -    | -    | -    | -    | -    |
| 両用戦艦艇 | 輸送艦     | LCU             | -    | -    | 1    | 1    | -    | -    | -    | -    | 4    | 8    | 7+   | 7+   | 7+   |
| 両用戦艦艇 | 輸送艦     | LCT             | -    | -    | -    | 6    | 6    | 6    | 6    | 6    | 3    | 3    | 3    | 3    | 3    |
| 両用戦艦艇 | 輸送艦     | LCM             | -    | -    | -    | 10   | 10   | 10   | 10   | 10   | 10   | 10   | 10   | 10   | 10   |
| 両用戦艦艇 | 輸送艦     | LCVP            | -    | -    | -    | 20   | 20   | 20   | 20   | 20   | -    | -    | -    | -    | -    |
| 両用戦艦艇 | 輸送艦     | LCAC            | -    | -    | -    | -    | -    | -    | -    | 5    | 5    | 5    | 5    | 5    | 9    |
| 支援艦艇   | 支援艦艇   | AG              | -    | -    | -    | -    | -    | -    | 1    | 1    | 1    | 1    | 1    | 1    | 1    |
| 支援艦艇   | 支援艦艇   | AGHS            | -    | -    | -    | -    | 4    | 4    | -    | -    | -    | -    | -    | -    | -    |
| 支援艦艇   | 支援艦艇   | AGOR            | -    | -    | -    | -    | -    | -    | 17   | 17   | -    | -    | -    | -    |      |
| 支援艦艇   | 支援艦艇   | AK              | -    | -    | -    | -    | 2    | 2    | -    | -    | -    | -    | -    | -    | -    |
| 支援艦艇   | 支援艦艇   | AOEH            | -    | -    | -    | -    | -    | -    | -    | -    | 1    | 1    | 1    | 1    | 1    |
| 支援艦艇   | 支援艦艇   | AOE             | -    | -    | -    | -    | 2    | 3    | -    | -    | -    | -    | -    | -    | -    |
| 支援艦艇   | 支援艦艇   | AORH            | -    | -    | -    | -    | -    | -    | 3    | 3    | 3    | 3    | 3    | 3    | 3    |
| 支援艦艇   | 支援艦艇   | ARS/ASR         | -    | -    | -    | -    | 1    | 1    | 1    | 1    | 1    | 1    | 1    | 1    | 3    |
| 支援艦艇   | 支援艦艇   | ATS/ATF         | -    | -    | -    | -    | 2    | 2    | 2    | 2    | 2    | 2    | 2    | 2    | -    |
| 支援艦艇   | 支援艦艇   | AX/AXL          | -    | -    | -    | -    | -    | -    | -    | -    | 1    | 3    | 3    | 3    | 3    |

### 艦艇
2014年5月現在。『2014-2015 ROK Military Weapon Systems』より。
歴代艦艇については「大韓民国海軍艦艇一覧」を参照。
通常動力型潜水艦　計21隻
- ドサン・アンチャンホ級×3（1隻建造中、2隻計画中）

島山安昌浩（SS-083 ドサン・アンチャンホ Dosan Ahn Changho） - 2021年
安武（SS-085 アン・ム Ahn Mu） - 2023年
申采浩（SS-086 シン・チェホ Shin Chaeho） - 2024年
李東寧（SS-087 イ・ドンニョン Yi Dongnyeong） - 建造中
李奉昌（SS-088 イ・ポンチャン Lee Bongchang） - 計画中
- 214型×9

孫元一（SS-072 ソン・ウォンイル Son Wonil） - 2007年
鄭地（SS-073 チョン・ジ Jeong Ji） - 2008年
安重根（SS-075 アン・ジュングン An Junggeun） - 2009年
金佐鎮（SS-076 キム・ジャジン Kim Chwachin）- 2014年
尹奉吉（SS-077 ユン・ポンギル Yoon Bonggil）- 2016年
柳寬順（SS-078 ユ・グァンスン Ryu Gwansun）- 2017年
洪範図（SS-079 ホン・ボムド Hong Beomdo） - 2018年
李範奭（SS-081 イ・ボムソク Lee Beomseok） - 2019年
申乭石（SS-082 シン・ドルソク Shin Dolseok） - 2020年
- 張保皐級×9

張保皐（SS-061 チャン・ポゴ Jang Bogo） - 1993年
李阡（SS-062 イ・チョン Lee Chun） - 1994年
崔茂宣（SS-063 チェム・ソン Choi Muson） - 1995年
朴葳（SS-065 パク・イ Park Wi） - 1996年
李従茂（SS-066 イ・ジョンム Lee Jongmu） - 1996年
鄭運（SS-067 チョン・ウン Jeong Un） - 1997年
李純信（SS-068 イ・スンシン Lee Sunsin） - 1999年
羅大用（SS-069 ナ・デヨン Na Daeyong） - 2000年
李億祺（SS-071 イ・オッギ Lee Eokgi） - 2001年
駆逐艦　計12隻
- セジョン・デワン級×3（1隻建造中、2隻計画中）

世宗大王 （DDG-991 セジョン・デワン Sejong Daewang） - 2008年
栗谷李珥 （DDG-992 ユルゴク・イイ Yulgok Yi I） - 2010年
西厓柳成龍 （DDG-993 ソエ・リュ・ソンニョン Seoae Yu Seong ryong） - 2012年
正祖大王（DDG-995 チョンジョ・デワン Jeongjo Daewang） - 建造中
- チュンムゴン・イスンシン級×6

忠武公李舜臣（DDH-975 チュンムゴン・イスンシンChungmugong Yi Sun-Shin） - 2003年
文武大王（DDH-976 ムンム・デワン Moonmu Daewang） - 2004年
大祚栄（DDH-977 テ・ジョヨン Dae Joyoung） - 2005年
王建（DDH-978 ワン・ゴン Wang Geon） - 2006年
姜邯賛（DDH-979 カン・ガムチャン Gang Gamchan） - 2007年
崔瑩（DDH-981 チェ・ヨン Choi Young） - 2008年
- クァンゲト・デワン級×3

広開土大王（DDH-971 クァンゲト・デワン Kwanggaeto Daewang） - 1998年
乙支文徳（DDH-972 ウルチ・ムンドク Eulji Mundok） - 1999年
楊万春（DDH-973 ヤン・マンチュン Yang Manchun） - 2000年
フリゲート　計18隻
- チュンナム級（2隻建造中、4隻計画中）

忠南（FFG-828 チュンナム Chungnam） - 2024年
慶北（FFG-829 キョンブク Gyeongbuk） - 建造中
- テグ級×8

大邱（FFG-818 テグ Daegu） - 2018年
慶南（FFG-819 キョンナム Gyeongnam）- 2021年
ソウル（FFG-821 Seoul）- 2021年
東海（FFG-822 トンヘ Donghae）- 2021年
大田（FFG-823 テジョン Daejeon）- 2023年
浦項（FFG-825 ポハン Pohang）- 2023年
天安（FFG-826 チョナン Cheonan）- 2023年
春川（FFG-827 チュンチョン Chuncheon）- 2023年
- インチョン級×6

仁川（FFG-811 インチョン Inchon） - 2013年
京畿（FFG-812 キョンギ Kyonggi） - 2014年
全北（FFG-813 チョンブク Jeonbuk） - 2014年
江原（FFG-815 カンウォン Gangwon） - 2015年
忠北（FFG-816 チュンブク Chungbuk） - 2015年
光州（FFG-817 クァンジュ Gwangju） - 2016年
- ウルサン級×2

釜山（FF-959 プサン Busan） - 1993年
清州（FF-961 チョンジュ Chungju） - 1993年
コルベット　計3隻
- ポハン級×3

光明（PCC-782 クヮンミョン Gwangmyong） - 1990年
申城（PCC-783 シンスン Sinhung） - 1993年
光州（PCC-785 クァンジュ Gwangju） - 1993年
ミサイル艇　計18隻
- ユン・ヨンハ級（コムドクスリA型）ミサイル艇×18

尹永夏（PKG-711 ユン・ヨンハ Yoon YoungHa） - 2008年
韓相国（PKG-712 ハン・サングク Han Sangguk） - 2011年
趙天衡（PKG-713 チョ・チョンヒョン Jo Cheonhyeong） - 2011年
黄道顯（PKG-715 ファン・ドヒョン Hwang Dohyun） - 2011年
徐厚源（PKG-716 ソ・フウォン Suh Hoowon） - 2011年
朴東赫（PKG-717 パク・ドンヒョク Park Donghyuk） - 2011年
玄時学（PKG-718 ヒョン・シハク Hyun Sihak）
鄭兢謨（PKG-719 ジョン・グンモ Jung Geungmo） - 2011年
池徳七（PKG-721 ジ・ドクチル Ji Deokchil） - 2011年
林炳来（PKG-722 イム・ビョンレ Lim Byeongrae） - 2013年
洪時旭（PKG-723 ホン・シウク Hong Siuk） - 2013年
洪大善（PKG-725 ホン・デソン Hong Daeseon） - 2013年
韓文植（PKG-726 ハン・ムンシク Han Munsik） - 2014年
金昌学（PKG-727 キム・チャンハク Kim Changhak） - 2014年
朴東鎭（PKG-728 パク・トンジン Park Dongjin） - 2014年
金寿鉉（PKG-729 キム・スヒョン Kim Soohyun） - 2014年
李秉哲（PKG-733 イ・ビョンチョル Lee Byungchul） - 2014年
全炳翼（PKG-732 ジョン・ビョンイク Jeon Byeongik） - 2018年
哨戒艇　計56隻
- 新型チャムスリ級高速艇×4（他12隻計画中）[8]

PKMR-211～214
- チャムスリ級×52

PKM-212～PKM-375
強襲揚陸艦　計2隻
- ドクト級×2

独島（LPH-6111 ドクト Dokdo） - 2007年
馬羅島（LPH-6112 マラド Marado） - 2021年
戦車揚陸艦（LST）　計7隻
- コージュンボン級×4

高峻峰（LST-681 コージュンボン Kojoon Bong） - 1993年
毘盧峰（LST-682 ビロボン Biro Bong） - 1997年
香炉峰（LST-683 ヒャンロボン Hyangro Bong） - 1999年
聖人峰（LST-685 ソンインボン Seongin Bong） - 1999年
- チョナンボン級×3 （1隻建造中）

天王峰（LST-686 チョナンボン Cheonwang Bong） - 2014年
天子峰（LST-687 チョンジャボン Cheonja Bong） - 2017年
日出峰（LST-688 イルチユルボン Ilchul Bong） - 2018年
露積峰（LST-689 ノジョンボン Nojeok Bong） - 2018年
中型揚陸艇（LCM）　計15隻
- LCM8級×10

エアクッション型揚陸艇
- 露ツァプリャ型×3

LSF-621 - 2005年
LSF-622 - 2006年
LSF-623 - 2006年
- ソルゲ-631級×2（6隻建造中）

LSF-631 - 2007年
LSF-632 - 2007年
LSF-633
LSF-635
LSF-636
LSF-637
不詳
不詳
機雷敷設艦
- 元山（MLS-560 ウォンサン Wonsan） - 1997年
- ナムポ級（1隻引き渡、1隻艤装中）

南浦（MLS-570 ナムポ Nampo） - 2018年
元山（MLS-??? ウォンサン Wonsan） -
機雷掃討艇
- スワロー型×6

江景（MHC-561 カンケン Kangkyeong） - 1986年
康津（MHC-562 カンジン Kangjin） - 1991年
高霊（MHC-563 コリョン Koryeong） - 1991年
金甫（MHC-565 キンポ Kimpo） - 1993年
高敞（MHC-566 コチャン Kochang） - 1993年
錦和（MHC-567 クムワ Kumwha） - 1994年
掃海艇
- ヤンヤン級×3

襄陽（MSH-571 ヤンヤン Yangyang） - 1999年
甕津（MSH-572 オンジン Ongjin） - 2004年
海南（MSH-573 ヘナム Haeham） - 2005年
南海（MSH-575 ナムヘ Namhae） - 2021年
洪城（MSH-576 ホンソン Hongseong） - 2022年
海洋観測艦
- 各型×18

（Pusan 801）、（Pusan 802）、（Pusan 803）、（Pusan 805）、（Pusan 806）、（Pusan 810）、（821 Ch'ungnam）、（831 Kangwon）、201-204、208-209、215-217、220
救難潜水艇
- DSRV2

潜水艦救難艦
- チョンヘジン級

清海鎮（ASR-21 チョンヘジン Cheonghaejin） - 1996年
- カンファド級

江華島（ASR-22 カンファド Ganghwado） - 建造中
救難艦
- トンヨン級×2

統営（ATS-31 トンヨン Tongyeong） - 2014年
光陽（ATS-32 クァンヤン Gwangyang） - 2016年
補給艦
- ソヤン級

昭陽（AOE-51 ソヤン Soyang） - 2018年
- チョンジ級×3

天地（AOE-57 チョンジ Chunjee） - 1990年
大清（AOE-58 テチョン Daechung） - 1997年
華川（AOE-59 ファチョン Hwachun） - 1998年
練習艦
- ハンサンド級

閑山島（ATH-81 ハンサンド Hansando） - 2021年
試験艇
- 先進（AGS-11 せんしん Sunjin） - 1993年

港内曳船
- 各型×10

東アジアの国では珍しく、艦名に人物の名を用いることが多い。主に海軍で功績を挙げた人物や韓国史の英雄から採用されており、ハングル（訓民正音）を制定した世宗大王、朝鮮出兵で活躍した李舜臣および彼を抜擢した柳成龍、高句麗の中興に寄与した広開土王が歴代主力艦に命名されている。さらに伊藤博文を暗殺したテロリスト安重根の名を潜水艦に命名している。また、領有権を主張して不法占拠している竹島の韓国名である独島を強襲揚陸艦に命名した。

### 航空機
2014年5月現在。『2014-2015 ROK Military Weapon Systems』より。
固定翼機
- ロッキード P-3C/P-3CK オライオン×8/8
- ランス・セスナ F406 キャラバン2×5

回転翼機
- ウェストランド リンクス Mk.99/99A×11/12
- ウェストランド AW159×8
- アエロスパシアル SA316B/SA319B アルエット3×5
- シコルスキー UH-60P ブラックホーク×8
- シコルスキー MH-60R シーホーク×12[11]
- ベル UH-1 イロコイ×8

### 課題
アジア通貨危機以降、韓国軍は全体に予算削減傾向にあるが、特に艦船建造費が嵩む韓国海軍では慢性的な予算不足に陥っている。特に高価なイージスシステムを有する世宗大王級ではこの問題が顕著に現れており、搭載する武器が半分不足する状態になったり、建造費が嵩み内部機器の国産化が遅れている事から、世宗大王級の建造を当初の6隻から3隻へと削減するなど、計画の遅れが顕著となっている。
これに対して韓国政府は、民間資本で建造した艦船を買い取り、資金分配すると言う船舶建造ファンドを推進しているが、2008年の金融危機の折、さらに配備が遅れていると言うのが現状である。一方で、民間企業の受注合戦は熾烈で、李舜臣級駆逐艦の6番艦「崔瑩」は1番艦「忠武公李舜臣」より200億ウォンも安く落札されている。
慢性的な予算不足は航空機の能力不足にも表れており、運用するUH-60 ブラックホークは塩害対策が十分でなく防錆仕様になっておらず、回転翼の折り畳み機構を有さないという、海軍艦載機としては致命的な欠点を有していた。ただし、この問題は2019年にMH-60R シーホークを対外有償軍事援助で12機購入するなどで解決しつつある。
2015年1月21日には、黄海に配備されているコムドクスリ級ミサイル高速艇「黄道顕」の76ミリ砲が誤作動し、砲弾1発が誤って発射された。この76ミリ速射砲はヒュンダイWIA社がオットー・メラーラ社の76ミリ砲をコピーしたものであり、オットー・メララ社は「コピー品だ」として特許侵害と営業損害で同社を訴えていた。

## 事件
- 2011年：江華島海兵隊銃乱射事件
- 2017年：暴行いじめ事件[15]、女性兵士死亡事件[16]、暴行傷害隠蔽事件[17]
- 2021年：韓国海軍姜邯賛艦一等兵自殺事件、女性兵士死亡事件[18]